# Omron
Omron è un'azienda giapponese, attiva nel settore dei componenti per l'automazione industriale, nei prodotti elettromedicali e nei componenti per l'elettronica.

## Storia

### Inizi
Fu fondata come Tateishi Electric Manufacturing Co. nel 1933 da Kazuma Tateishi, già arrotino e venditore di stirapantaloni.
L'azienda produceva temporizzatori che venivano impiegati sulle macchine a raggi X per gli ospedali e aveva inizialmente tre dipendenti.

### Tappe principali
- 1933. Il 10 maggio Kazuma Tateishi fonda a Osaka la Tateishi Electric Manufacturing Co.
- 1945. La produzione viene spostata a Kyoto a causa delle distruzioni belliche.
- 1948. La ragione sociale diventa Tateishi Electronics Co.
- 1959. Viene adottato il marchio Omron, derivato dal nome del quartiere di Kyoto (Omuro)
- 1960. Nasce il primo relè allo stato solido (SSR)
- 1964. Primo sistema automatico di controllo del traffico.
- 1972. Si inaugura il centro produttivo per lavoratori disabili Omron Tayo.
- 1974. Omron arriva in Europa grazie alla joint venture con Carlo Gavazzi (CGO).
- 1986. Costituzione di Omron Electronics in Italia e di OMRON Management Center of America negli USA.
- 1994. Costituzione di Omron China.
- 2004. Sviluppo della tecnologia di riconoscimento facciale Okao Vision.
- 2011. Commercializzazione piattaforma NJ: Machine controller ad alte prestazioni (fino a 256 assi)

## Situazioneattuale[quando?]
Guidata dal Presidente Yoshihito Yamada, Omron fattura oggi più di 5,5 miliardi e conta più di 35.000 dipendenti in 36 nazioni che operano per fornire prodotti e servizi ai clienti in una varietà di settori, inclusi l'automazione industriale, le industrie dei componenti elettronici e la cura della salute. L'azienda ha uffici centrali in Giappone (Kyoto), Asia Pacifico (Singapore), Cina (Hong Kong), Europa (Hoofddorp - Paesi Bassi) e USA (Chicago). L'organizzazione europea dispone di sedi di ricerca e sviluppo, impianti di produzione e fornisce l'assistenza ai clienti di tutte le nazioni europee.

## I prodotti

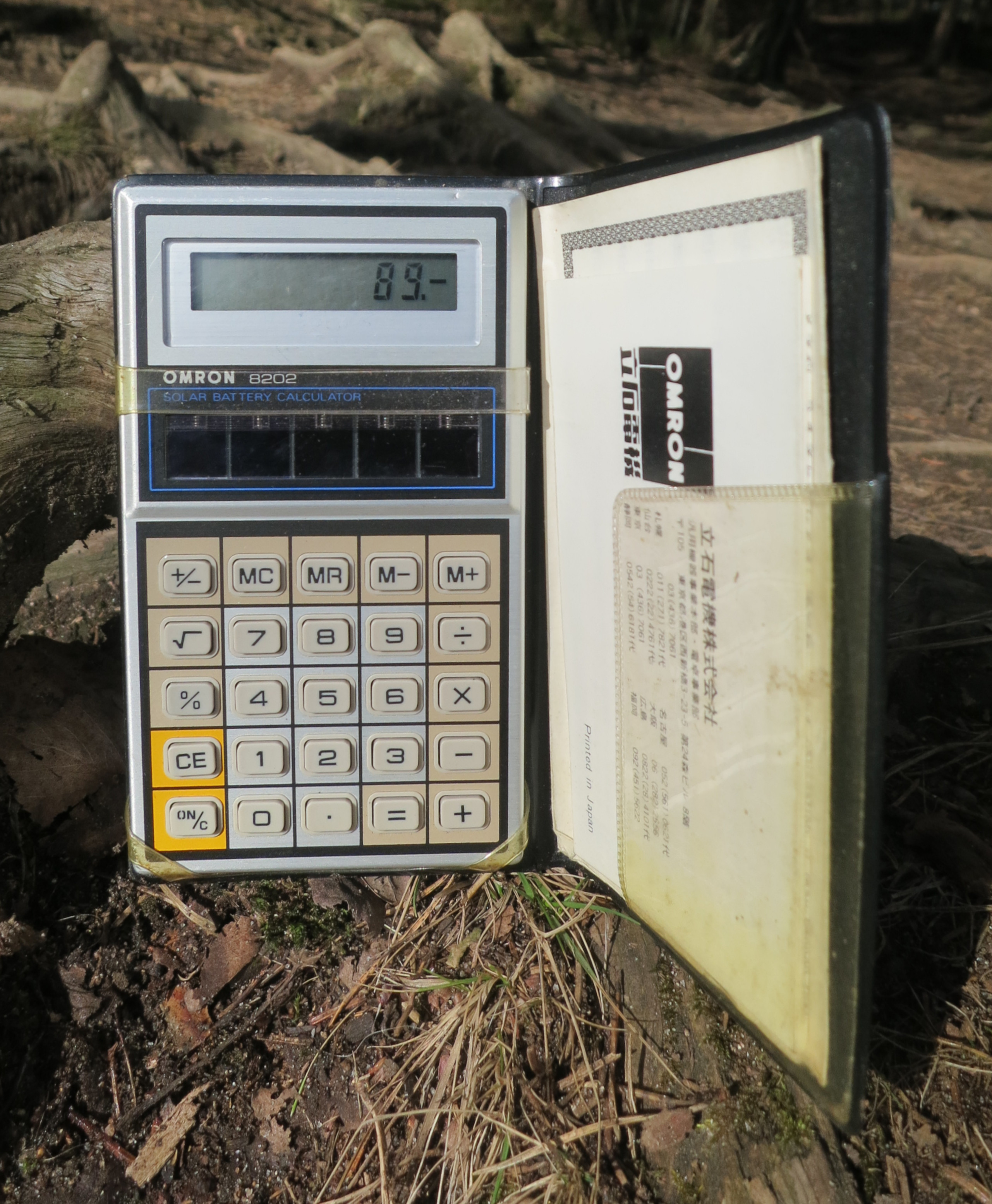
Calcolatrice Omron 8202 ad energia solare degli anni '70.

Omron è oggi uno dei maggiori produttori di componenti di controllo, particolarmente attivo nello sviluppo e applicazione di nuove tecnologie e sistemi in molti campi quali l'automazione industriale, gli elettrodomestici, le macchine per l'ufficio, i sistemi per le banche e gli enti pubblici e i sistemi medicali.
- Divisione automazione: PLC e Machine Controllers, interfacce uomo-macchina, sistemi di visione, relè, componenti per la sicurezza, servomotori e motori lineari, inverter, sistemi completamente automatici per le stazioni ferroviarie, segnali per il controllo automatico del traffico.
- Divisione medicale: termometri, sfigmomanometri, inalatori , sistemi automatici per la diagnosi dei tumori. .
- Divisione elettronica: relè e pulsanti PCB, microinterruttori, sensori di prossimità privi di contatto.